# Budajenő
Budajenő là một thị trấn thuộc hạt Pest, Hungary. Thị trấn này có diện tích 12,42 km², dân số năm 2010 là 1780 người, mật độ 143 người/km².